# Мараков, Сергей Владимирович
Сергей Владимирович Мараков (23 ноября 1929, Москва — 1 мая 1986) — биолог-охотовед, зоолог, фотограф-анималист, исследователь и защитник Командорских островов.

## Биография
Родился в семье учителя в Москве. Школьником посещал кружок при Зоомузее МГУ.
В 1952 году окончил Московский пушно-меховой институт и попал по распределению на остров Медный (Командорский архипелаг), где занимался островным звероводством, работая зоотехником зверо-промыслового хозяйства. С 1956 года заведовал опорным пунктом Командорской котиковой лаборатории ТИНРО и занимался исследованиями экологии морских млекопитающих. Во время работы на Командорах был избран депутатом райисполкома и секретарём партбюро Командорского зверокомбината.
С 1960 года работал научным сотрудником ВНИИЖП в Кирове. В течение нескольких лет возглавлял Балхашскую экспедицию по изучению ондатры. В 1964 году защитил кандидатскую диссертацию «Млекопитающие и птицы Командорских островов». Готовил докторскую диссертацию по теме «Фауна морских побережий Северной Пацифики». С. В. Мараков был избран председателем месткома и секретарём партбюро ВНИИОЗ им. Б. М. Житкова.
В 1964 году защитил диссертацию на тему «Млекопитающие и птицы Командорских островов» под руководством профессора А. П. Кузякина
В 1973 году перешёл на преподавательскую работу в Кировский сельхозинститут, там он был доцентом, заведовал кафедрой зоологии и систематики промысловых птиц и зверей на факультете охотоведения. Участвовал в деятельности МСОП в комиссии по редким видам животных, в Научном Совете по морским млекопитающим и Ихтиологической комиссии Министерства рыбного хозяйства СССР. Выезжал на международные научные конференции во Франции, Заире, Венгрии.
Мараков был одним из инициаторов создания в 1980-х годах на Командорах природного заказника. В 1993 заказник был преобразован в заповедник, носящий в настоящее время имя С. В. Маракова.
Опубликовал 196 научных работ и 15 научно-популярных книг. Многие из них проиллюстрированы великолепными фотографиями Маракова, сделанными в природе. Подвижническая деятельность Сергея Владимировича сыграла огромную роль в популяризации фотоанималистики.
Сергей Владимирович Мараков скончался 1 мая 1986 года. Похоронен в Кирове на Новомакарьевском кладбище.

## Семья
- Первая жена — Раиса Николаевна урождённая Подщеколдина (скончалась в 1974)

- Дочь — Татьяна Сергеевна в замужестве Арамилёва, охотовед во Владивостоке, затем в Москве, президент Росохотрыболовсоюза с июня 2013 г.
- Дочь — Наталья Сергеевна в замужестве Фомина, методист по экологическому просвещению Командорского заповедника.

- Вторая жена — Надежда Ильинична Перминова (г. р. 1943), поэтесса.

## Память
В 2010 году Командорскому государственному заповеднику присвоено имя С. В. Маракова.

## Публикации
- Барабаш-Никифоров И. И., Мараков С. В., Николаев А. М. Калан (морская выдра) / АН СССР; Отв. ред. Н. К. Верещагин. — Л.: Наука, Ленингр. отд-ние, 1968. — 184 с.

### Научно-популярные книги
- Мараков С. В. Край непуганых птиц: Животный мир Командорских островов / АН СССР. — М.: Наука, 1966. — 120 с.
- Дёжкин В. В., Мараков С. В. Каланы возвращаются на берег. — (1-е изд.). — М.: Мысль, 1968. — 200 с. — 40 000 экз.
  - Дёжкин В. В., Мараков С. В. Каланы возвращаются на берег / Оформл. худож. И. П. Захаровой, Е. С. Скрыникова. — 2-е изд., доп. и перераб. — М.: Мысль, 1973. — 224, [32] с. — (Рассказы о природе). — 50 000 экз.
- Мараков С. В. В джунглях Прибалхашья / АН СССР; Отв. ред. д-р биол. наук А. Г. Томилин; Худож. Ю. Шашков. — М.: Наука, 1969. — 128, [8] с. — (Научно-популярная серия АН СССР). — 27 000 экз.
- Мараков С. В. Природа и животный мир Командор / АН СССР; Отв. ред. д-р биол. наук , проф. А. Г. Томилин. — М.: Наука, 1972. — 184, [8] с. — (Общенаучные популярные издания). — 25 000 экз.
- Мараков С. В. Загадочный мир островов. — М.: Мысль, 1973. — 128 с. — (Рассказы о природе). — 60 000 экз.
- Мараков С. В. Северный морской котик / Московское общество испытателей природы. — М.: Наука, 1974. — 72 с. — 2250 экз.
- Мараков С. В. В природу с фотоаппаратом. — М.: Знание, 1978. — 96 с. — 100 000 экз.
- Бондин Б. Н., Мараков С. В. В краю птичьих стай. — Алма-Ата: Кайнар, 1984. — 49 с.
- Мараков С. В. Крылатая попутчица: Рассказы о животных. — (1-е изд.). — Киров: Волго-Вят. кн. изд-во: Киров. отд-ние, 1990. — 80 с. — ISBN 5-7420-0152-5.
  - Мараков С. В. Крылатая попутчица: Рассказы о животных: (для детей и юношества) / Сост. Н. И. Перминова. — 2-е изд., доп. и перераб. — Киров: О-Краткое, 2013. — 160 с. — 1000 экз. — ISBN 978-5-91402-138-9.

### Научно-популярные статьи
- Морские скитальцы. Охотничьи просторы, № 29, 1972, с. 65—68;
- Голубой песец. Охотничьи просторы, №  30, 1973, с. 73—81;
- Командоры: остров Медный. Охотничьи просторы, №  35, 1978, с. 76—88;
- Командоры: остров Беринга. Охотничьи просторы, №  36, 1979, с. 89—92.